# Кумордино (Тверская область)
Кумордино́ — деревня в Калининском районе Тверской области. Относится к Медновскому сельскому поселению. До 2006 года была центром Кумординского сельского округа.
Находится в 20 км западнее Твери, в 11 км от села Медное, примерно в 1 км к северу от деревни — река Тьма.

## История
Деревня Кумордино известна с XVI века как помещичья, с 1571 года во владении Троице-Сергиевой Лавры. В 1764 году указом Екатерины II крестьяне села переведены из монастырских в государственные.
Голыхино также в прошлом вотчина Лавры. Но до этого, в начале XVI в., вотчина Тутанского монастыря.
В Списке населенных мест 1859 года в Тверском уезде значатся казённые деревни Голыхино (49 дворов, 476 жителей) и Кумордино (41 двор, 302 жителя).
С 1935 по 1956 год Кумордино — центр сельсовета в составе Медновского района Калининской области.
В 1997 году — 185 хозяйств, 522 жителя. Кумордино — центральная усадьба совхоза «Октябрьский», объединившая в 1978 году две деревни — Кумордино и Голыхино.

## Население
| 1859 | 1886 | 1997 | 2002 | 2010 |
| ---- | ---- | ---- | ---- | ---- |
| 302  | ↗355 | ↗522 | ↘496 | ↘375 |

## Инфраструктура
В деревне имеется Октябрьская средняя общеобразовательная школа им. С.Я. Лемешева — филиал МОУ Медновская средняя общеобразовательная школа.